# Cryptochironomus coarctatus
Cryptochironomus coarctatus är en tvåvingeart som först beskrevs av Jean-Jacques Kieffer 1911.  Cryptochironomus coarctatus ingår i släktet Cryptochironomus och familjen fjädermyggor.
Artens utbredningsområde är Tyskland. Inga underarter finns listade i Catalogue of Life.